# Романцов, Александр Иосифович
Алекса́ндр Ио́сифович Романцо́в (22 августа 1949 года, Челябинск, СССР — 26 июня 2018 года, Нарва, Эстония) — советский и эстонский хоккеист и тренер.

## Карьера
Воспитанник челябинского хоккея. В начале своей карьеры выступал за различные коллективы России и Казахстана. Окончив с отличием институт физкультуры, он по приглашению федерации хоккея Эстонской ССР приехал в Нарву. Там хоккеист заметно укрепил оборону местного «Крейнгольма», игравшего в то время во второй лиге первенства СССР.

## Тренерская деятельность
После завершения игровой карьеры Романцов в 1986 году возглавил нарвский клуб. В 1990 году вывел команду в первую союзную лигу. В 1991 году после независимости Эстонии специалист возглавил сформированную сборную страны по хоккею с шайбой. С ней он работал до 2001 года. Стартовав с мирового первенства в группе «С-2», эстонцы при Романцове поднимались до восемнадцатого места в общем рейтинге и завоевывали медали на первенстве планеты в Первом дивизионе. Параллельно он работал с нарвской командой, которую тренер шесть раз приводил к званию чемпиона страны.
В 2001 году Александр Романцов по приглашению эстонского вратаря Андруса Ахи руководил турецким клубом «Полис Академиси» в розыгрыше Континентального кубка. При нём местные хоккеисты добились огромного прогресса и неожиданно для многих одержали две победы в групповом этапе турнира. Позднее специалист работал с юношеской сборной Эстонии.
С 2011 года тренер работал с молодежью в спортивной школе «Паэмурру» и руководил местным хоккейным клубом «Нарва-2000». 26 июня 2018 года Александр Романцов скоропостижно скончался на 69-м году жизни.

## Достижения
- Чемпион Эстонии (6): 1990, 1991, 1992, 1993, 1998, 2001.